# Ocotea heribertoi
Ocotea heribertoi là loài thực vật có hoa trong họ Nguyệt quế. Loài này được T. Wendt miêu tả khoa học đầu tiên năm 1998.